# Figle

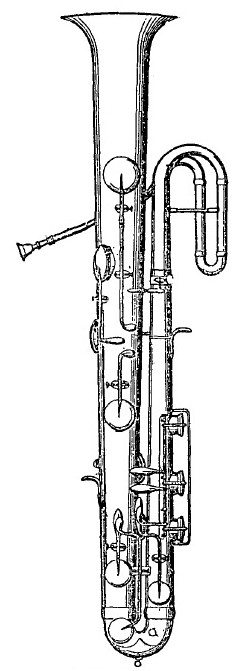
Figle u oficleido.

El figle, también conocido como oficleido, (del francés bugle, influido por ophicléide; del griego hophis, serpiente, y kleis, llave) es un instrumento musical de viento-metal formado por un tubo largo de latón, doblado por la mitad, de diámetro cada vez mayor desde la embocadura hasta la campana y con llaves que abren y cierran el paso del aire.
También se le llama figle a la persona que practica este instrumento.

## Funcionamiento
El figle, al igual que los clarines con llaves y el figle alto llamado quinticlave (los otros dos miembros de su familia) tiene un sistema de digitación como ningún otro instrumento de viento. Todas las llaves, excepto una, están normalmente cerradas y sólo se abren cuando el dedo del intérprete presiona la palanca asociada a la llave. Justo debajo de la campana está la cubierta más grande de agujeros de tono, pero está normalmente abierto y sólo se cierra cuando  se presiona la palanca.

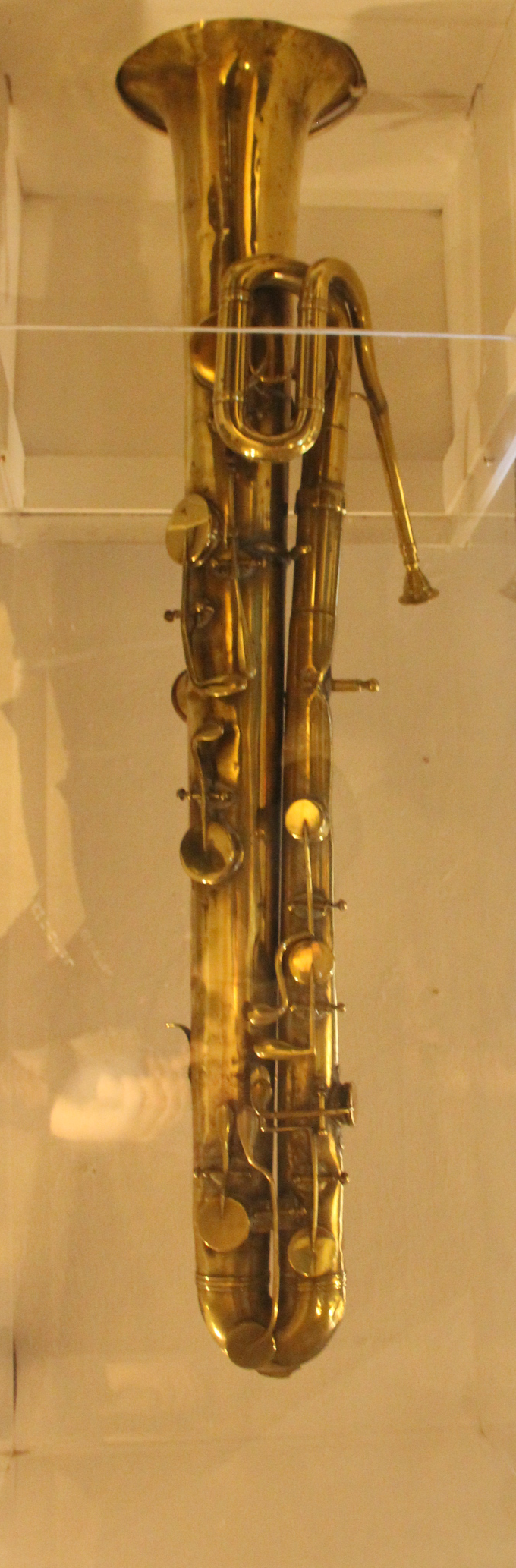
Oficleido en exposición en el Museo de Burgos

## Historia
Se tienen noticias de que el figle u oficleido fue inventado en 1817 y patentado en 1821 por el fabricante francés de instrumentos Jean Hilaire Asté (también conocido como Halary o Haleri). Es la piedra angular estructural de la sección de metales en la orquesta romántica, en sustitución del serpentón renacentista. Está formado por un largo tubo que se dobla sobre sí mismo y se interpreta con una boquilla, similar a la de los instrumentos de metal en general. En un principio tenía nueve llaves y más tarde fueron ampliadas a doce. Los distintos miembros de la familia del figle pueden estar afinados en Si♭, Do, Mi♭ o Fa. El miembro más común es el figle bajo afinado en Si♭ o Do.
El figle fue sustituido por la tuba y el bombardino, aunque siguió siendo popular en Italia hasta principios del siglo XX y todavía hoy es interpretado profesionalmente. Uno de los últimos grandes intérpretes de figle fue Sam Hughes (1824 - 1898).

## Opinión de Berlioz, de suTratado de instrumentación y orquestación[4]
[...] El timbre de su registro grave es rudo, pero da muy buenos resultados, en algunos casos, en masas de instrumentos de bronce. Las notas sobreagudas tienen un carácter salvaje, el cual tal vez todavía no se haya sabido explotar. El registro medio, sobre todo cuando el ejecutante no es muy hábil, recuerda demasiado a los sonidos del serpentón de catedral y del cornetto; creo que raramente haya que dejarlo al descubierto. Nada más grosero, yo diría incluso nada más monstruoso y menos apto a harmonizarse con el resto de la orquesta, que estos pasajes más o menos rápidos, escritos en forma de solos para el registro medio del oficleido en algunas óperas modernas: diríase un toro, el que habiendo escapado del establo, viene a satisfacer sus instintos en el medio de un salón. [...]

## Obras y compositores destacados
La primera partitura compuesta para este instrumento fue en la ópera Olimpie de Gaspare Spontini en 1819. Otras obras famosas que utilizan el figle son Elías y la obertura de El sueño de una noche de verano de Felix Mendelssohn, así como la Sinfonía fantástica de Hector Berlioz, aunque fue sustituido por una tuba en una orquestación posterior. Giuseppe Verdi y Richard Wagner también compusieron para el figle.